# Посольство України в Грузії
Посольство України в Грузії — дипломатична місія України в Грузії, розміщена в Тбілісі.

## Завдання посольства
Основне завдання Посольства України в Тбілісі представляти інтереси України, сприяти розвиткові політичних, економічних, культурних, наукових та інших зв'язків, а також захищати права та інтереси громадян і юридичних осіб України, які перебувають на території Грузії.
Посольство сприяє розвиткові міждержавних відносин між Україною і Грузією на всіх рівнях, з метою забезпечення гармонійного розвитку взаємних відносин, а також співробітництва з питань, що становлять взаємний інтерес. Посольство виконує також консульські функції.

## Історія дипломатичних відносин
У жовтні 1918 року український уряд відправив до Тбілісі свою дипломатичну місію, на чолі з Іваном Красковським, військовим аташе Миколою Чеховським; консули Лев Лесняк, Євген Засядько, Е.Петренко. Після заснування дипломатичного представництва були відкриті консульські установи Української Держави на території Грузинської Демократичної Республіки:
- Генеральне консульство в Тбілісі — генконсул Олексій Кулинський (20.07.1918—09.1919), Лесняк Лев Іванович (04.1919);
- Консульство в Сухумі — консул Засядько Євген Степанович;
- Віцеконсульство в Батумі — віцеконсул Е.Петренко.

Посольство Української Держави розташовувалося по вулиці Судовій, № 33.
Дипломатичні відносини між Україною та Грузією було відновлено 21 липня 1992 року шляхом обміну нотами. 5 квітня 1994 року розпочало роботу Посольство України в Грузії, а 19 серпня 1994 року — Посольство Грузії в Україні.

## Керівники дипломатичної місії
1. Хименко Григорій Микитович (1917—1918), український комісар у Тифлісі
2. Красковський Іван Гнатович (1919—1921), голова дипломатичної місії на Кавказі[2].
3. Чугаєнко Юрій Олексійович (1994) тимчасовий повірений
4. Касьяненко Анатолій Іванович (1994—1997)
5. Чугаєнко Юрій Олексійович (1997—1998) тимчасовий повірений
6. Волковецький Степан Васильович (1998—2003)
7. Спис Микола Михайлович (2003—2009)
8. Цибенко Василь Григорович (2009—2015)
9. Назаров Георгій Павлович (2015—2017) тимчасовий повірений
10. Долгов Ігор Олексійович (2017—2022[3])
11. Касьянов Андрій Юрійович (2022—2023) тимчасовий повірений[4][5]
12. Шульга Олександр Васильович (2023—2024) тимчасовий повірений[6]
13. Харишин Михайло Володимирович (2024) тимчасовий повірений[7]
14. Колотилова Тетяна Миколаївна (з 2024) тимчасовий повірений[8]
15. Яковенко Роман Володимирович (з 2025)